# Maxillariinae
Maxillariinae es una subtribu de la de la tribu Cymbidieae en la subfamilia Epidendroideae perteneciente a la familia Orchidaceae. 

## Géneros
| - Anguloa - Bifrenaria - Brasiliorchis - Camaridium - Christensonella - Chrysocycnis - Cryptocentrum - Cyrtidiorchis - Guanchezia - Heterotaxis | - Horvatia - Ida - Inti - Lycaste - Mapinguari - Maxillaria - Maxillariella - Mormolyca - Neomoorea - Nitidobulbon | - Ornithidium - Pityphyllum - Rhetinantha - Rudolfiella - Sauvetrea - Scuticaria - Sudamerlycaste - Teuscheria - Trigonidium - Xylobium |